# Bronzen medaille voor Dapperheid
De Bronzen medaille voor Dapperheid (Italiaans: Medaglia di bronzo al valor militare) is een Italiaanse medaille voor dapperheid.
De medaille werd op 26 maart 1833 door koning Karel Albert van Sardinië ingesteld, samen met de hogere klasse Gouden medaille voor Dapperheid en Zilveren medaille voor Dapperheid.
Deze medailles, en ook het Croce di Guerra al Valor Militare (Oorlogskruis die alleen kan worden toegekend in tijden van oorlog) werden ingesteld bij het koninklijk besluit van 4 november 1932. 
Gedurende de Eerste Wereldoorlog werden er 60.244 medailles uitgereikt voor individuele daden van heldenmoed (vergeleken met 38.614 zilveren medailles en 368 gouden medailles).

## Een lijst van dragers

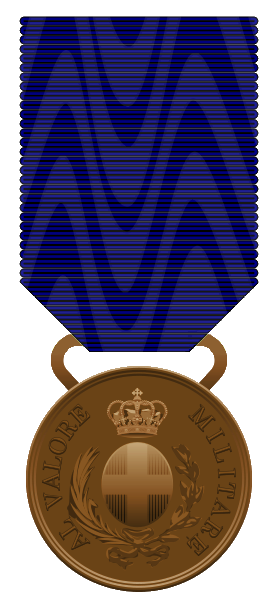
Bronzen medaille voor Dapperheid (koninklijke versie, in onbruik geraakt).

- Ernesto Burzagli
- Inigo Campioni
- Maurizio Giglio
- Hans-Werner Kraus
- Raffaele de Courten
- Manfredi Gravina
- Giovanni Ponti
- Pedro del Valle
- Rino Corso Fougier